# Fernando Aguilar
Fernando Aguilar Camacho (Frailes (Jaén), 14 de febrero de 1938 - Torrevieja, 21 de junio de 2013) fue un atleta español que compitió en atletismo. Participó en el la prueba de 5000 metros de los Juegos Olímpicos de Tokio 1964. Fue el primer atleta del Estado en bajar de los 29 minutos en un 10 000 metros. 

## Biografía
Aguilar nació en Frailes (Jaén), pero con once años, emigró junto a su familia a Álava para instalarse, tres años después, definitivamente en Arechavaleta.[cita requerida] En 1957, participó en su primera carrera en su comarca, consiguiendo la quinta posición en la categoría júnior. Esta carrera provocó que fichara por la Unión Deportiva Aretxabaleta. En 1959, Aguilar conseguía el campeonato de España de 5000 metros en pista y la victoria del Cross Internacional de San Sebastián. En el panorama internacional debuta en el Cross de las Naciones celebrado en Lisboa (Portugal), junto a Tomás Barris.
En su palmarés como corredor de cross, destacan dos medallas por equipos, la plata lograda en Sheffield 1962 –junto a José Molins, Iluminado Corcuera, Francisco Guardia, Antonio Amorós, Francisco Aritmendi, Alfonso Vidal, Luis García y Mariano Haro– y el bronce en Túnez 1968 –junto a Haro, José Miguel Maíz, Javier Álvarez Salgado, Corcuera, Carlos Pérez, Ramón Tasende, Aritmendi y Lorenzo Gutiérrez<. En el panorama nacional, subió cinco veces al podio con dos oros –Viladecans 1966 y Valencia 1967–, una plata –San Sebastián 1964– y dos bronces –Guecho 1961 y Palencia 1965–. 
En pista, fue seleccionado para participar en los Juegos Iberoamericano de 1962, donde alcanzó el quinto puesto en la final de 5000 metros y se alzó con el bronce en los IV Juegos Mediterráneos de Nápoles (Italia) de 1963. En el panorama nacional, se campeón nacional absoluto de 5000 (1963), 10 000 metros (1963 y 1967) y de 1500 (1965), batió en dos ocasiones los récords nacionales en 5000 y 10 000 metros y logró la mínima para participar en  los Juegos Olímpicos de Tokio 1964, donde se retiró en la prueba de 10 000 metros y quedó en la duodécima posición de las semifinales (el 37º en la clasificación general) de la de 5000, quedando fuera de la final.
En 1975, abandonó su trayectoria profesional. Después de retirarse aun siguió corriendo en la categoría de veteranos y en 1978 corrió la I Maratón de San Sebastián, donde terminó cuarto.
Después de su jubilación como funcionario del Ayuntamiento de San Sebastián, fijó su residencia en Torrevieja, donde falleció el 21 de junio de 2013, a los 75 años de edad.